# Manuel Almunia
Manuel Almunia Rivero (ur. 19 maja 1977 w Pampelunie) – hiszpański piłkarz występujący na pozycji bramkarza.

## Kariera klubowa

### Hiszpania
Almunia pochodzi z Pampeluny. Karierę rozpoczął w miejscowej Osasunie, gdzie początkowo występował w drużynach juniorskich. W 1997 roku rozpoczął występy w zespole rezerw, grającym w Segunda División B. Grał tam przez dwa sezony. W tym czasie wystąpił w 44 ligowych spotkaniach. W roku 1999 został włączony do pierwszej drużyny, jednak nie wystąpił tam w żadnym meczu i został w tym czasie wypożyczony do FC Cartagena. Rok później podpisał kontrakt z CE Sabadell. Spędził tam rok, po czym przeszedł do występującej w Primera División Celty Vigo.
Krótko po transferze do Celty został wypożyczony do SD Eibar, który wówczas grał w Segunda División. W czasie jednego sezonu wystąpił tam w 35 ligowych meczach. W następnym sezonie został ponownie wypożyczony, tym razem do Recreativo Huelva. Zadebiutował tam w 17 listopada w przegranym 3:0 meczu z CD Alavés. W zespole Recreativo był zmiennikiem José Antonio Luque i Césara Quesada, więc wystąpił w dwóch meczach.
Po powrocie do Celty, 1 listopada 2003 roku Almunia został wypożyczony do Albacete Balompié. W nowej drużynie zadebiutował w następnym tygodniu w przegranym 1:0 spotkaniu z Málaga CF. Almunia był jednym z podstawowych zawodników swojego klubu, wystąpił w 24 ligowych meczach, a jego drużyna zajęła na koniec sezonu 14. miejsce w tabeli.

### Arsenal
Almunia 14 lipca 2004 przeszedł do Arsenalu za nieujawnioną sumę. W nowej drużynie zadebiutował 27 października w wygranym 2:1 meczu Pucharu Ligi z Manchesterem City. Almunia zagrał we wszystkich meczach Arsenalu w tych rozgrywkach w tym ćwierćfinałowym z Manchesterem United, gdzie jedyną bramkę zdobył David Bellion.
W Premier League zadebiutował natomiast 4 grudnia w wygranym 3:0 meczu z Birmingham City. Pierwszy raz w europejskich pucharach wystąpił trzy dni później. Był to mecz Ligi Mistrzów z Rosenborgiem. W tym czasie był drugim bramkarzem Arsenalu. Almunia najwięcej razy grał w spotkaniach pucharowych. 21 maja 2005 jego klub wystąpił w finale Pucharu Anglii, w którym zagrał z Manchesterem United. Mecz zakończył się zwycięstwem jego drużyny 5:4 w rzutach karnych po bezbramkowym remisie, zaś Almunia spotkanie oglądał z ławki rezerwowych. Ogółem w sezonie 2004/2005 Almunia rozegrał 16 spotkań we wszystkich rozgrywkach.
W sezonie 2005/2006 Almunia nie wystąpił w żadnym ligowym spotkaniu, natomiast zagrał w pięciu z sześciu meczów fazy grupowej Ligi Mistrzów. Finałowe spotkanie przeciwko FC Barcelona rozpoczął na ławce rezerwowych, jednak w 18. minucie spotkania Jens Lehmann otrzymał czerwoną kartkę, więc wszedł na boisko zmieniając Roberta Pirèsa. Pod koniec pierwszej połowy Samuel Eto’o trafił w słupek jego bramki, zaś w 76. minucie meczu Almunia skapitulował. Wynik spotkania na 2:1 ustanowił Juliano Belletti.
W następnym sezonie Almunia wystąpił w jednym ligowym spotkaniu, 12 listopada zagrał w wygranym 3:0 meczu z Liverpoolem. 25 lutego 2007 roku wystąpił od pierwszej minuty w finałowym spotkaniu Pucharu Ligi z Chelsea. Jego drużyna przegrała ten mecz 2:1. Poza tym wystąpił w pięciu meczach Pucharu Anglii i sezon zakończył z 14 meczami we wszystkich rozgrywkach.
Gdy Lehmann odniósł kontuzję, Almunia wystąpił za niego w otwierającym sezon spotkaniu z Manchesterem City. Podczas nieobecności Lehmanna, Hiszpan był do października podstawowym zawodnikiem Arsenalu. Jego występy w tych we wrześniu i października doprowadziły do tego, że stał się pierwszym bramkarzem w drużynie. 23 października 2007 Lehmann publicznie oznajmił swoje niezadowolenie z powodu bycia zmiennikiem Almunii.
22 grudnia Almunia w wygranych 2:1 derbach północnego Londynu z Tottenhamem Hotspur obronił rzut karny wykonywany przez Robbiego Keane'a, czym pomógł odnieść zwycięstwo swojej drużynie. 3 kwietnia 2008 roku podpisał nowy długoterminowy kontrakt z Arsenalem. Ogółem w sezonie 2007/2008 wystąpił 29 razy w meczach Premier League.
Po odejściu w lecie 2008 Lehmanna do VfB Stuttgart Almunia otrzymał koszulkę z numerem 1 (poprzednio miał 24) i sezon rozpoczął jako pierwszy bramkarz Arsenalu. Jego stary numer otrzymał włoski bramkarz - Vito Mannone. 21 października w wygranym 5:2 wyjazdowym spotkaniu Ligi Mistrzów z Fenerbahçe SK po raz pierwszy został kapitanem swojej drużyny. Drugi raz pełnił tę rolę był w przegranym 3:0 spotkaniu z Manchesterem City, który odbył się 22 listopada. Po odniesieniu kontuzji stracił miejsce w składzie na rzecz Łukasza Fabiańskiego.
30 września 2011 roku został wypożyczony na miesiąc do West Hamu United, dla którego rozegrał cztery mecze.
1 czerwca 2012 roku został zwolniony z kontraktu.
31 lipca 2012 roku podpisał roczny kontrakt z Watford.
28 sierpnia 2014 roku zakończył swoją przygodę z piłką. Został zmuszony do zakończenia kariery poprzez występującą u niego wadę serca. O fakcie poinformował dziennik "The Guardian".

## Kariera reprezentacyjna
Almunia nie wystąpił w żadnym międzynarodowym meczu, jednak chciałby występować w reprezentacji Anglii i zapewnił, że nie był wcześniej powoływany do kadry Hiszpanii. Almunia spełnia kryteria do nadania mu brytyjskiego obywatelstwa, gdyż jego żona jest Angielką.

## Sukcesy
Arsenal:
- Zwycięstwo
  - Puchar Anglii: 2004/05
- Drugie miejsce
  - Liga Mistrzów: 2005/06
  - Puchar Ligi Angielskiej: 2006/07
  - Tarcza Wspólnoty: 2004/05